# Dolenja Dobrava, Gorenja vas-Poljane
Dolenja Dobrava este o localitate din comuna Gorenja vas - Poljane, Slovenia, cu o populație de 204 locuitori.